# Bandeira Europeia
A bandeira europeia ou bandeira da Europa consiste em doze estrelas de ouro dispostas num círculo sobre um campo de azul. Foi criada e adotada pelo Conselho da Europa em 1955, com o objetivo de ser um símbolo da Europa.
Apesar de ter sido originalmente estabelecida para representar a Europa como um todo, a bandeira europeia é hoje frequentemente associada apenas à União Europeia e como tal muitas vezes referida como bandeira da União Europeia.
A bandeira foi adotada pelas então Comunidades Europeias em 1986. É hoje usada pela União Europeia, que sucedeu àquelas e cujos 27 estados membros são todos igualmente membros do Conselho da Europa. O seu uso pelas instituições da União Europeia generalizou-se na década de 1990, mas à mesma nunca foi atribuído um estatuto oficial no âmbito de qualquer um dos tratados da União Europeia. A sua adoção como símbolo oficial esteva prevista no âmbito da Constituição Europeia proposta em 2004, mas esta acabou por não ser ratificada. A menção à bandeira foi removida em 2007 do texto do Tratado de Lisboa que acabou por ser ratificado. Por outro lado, no mesmo ano e através da Declaração nº 5224, 16 dos estados membros da União Europeia, aos quais se juntou a França em 2017, afirmaram oficialmente reconhecer a bandeira como um símbolo da União Europeia.

## História

### Concurso
A eleição da bandeira ocorreu mediante um concurso promovido em 1950 pelo Conselho da Europa com a intenção de utiliza-la como veículo de integração e promoção de uma unidade europeia.
O autor, Arsene Heitz, católico, francês natural de Estrasburgo, inspirou-se na coroa de estrelas citada no texto bíblico de Ap 12,1 em que os católicos costumam ler nas festas dedicada à Maria. A Mãe de Jesus é tradicionalmente ornada pela iconografia cristã com a coroa de doze estrelas.

### Oficialização
A sua adoção oficial pelo Conselho da Europa realizou-se a 8 de Dezembro de 1955, dia que coincide com a solenidade da Imaculada Conceição na liturgia católica. Apesar da rejeição formal de referências bíblicas, a 21 de outubro de 1956, o Conselho da Europa presenteou a cidade de Estrasburgo, a sua sede oficial, com um vitral para Catedral de Estrasburgo pelo mestre parisiense Max Ingrand. Ele mostra uma Virgem Imaculada coroada de um círculo de 12 estrelas sobre fundo azul escuro.
A Comunidade Europeia (CE) adoptou-a a 26 de Maio de 1986. A UE, que se estabeleceu pelo Tratado de Maastricht na década de 1990 e que veio a substituir a CE e as suas funções, também escolheu esta bandeira. Desde então, o uso da bandeira tem sido conjuntamente controlado quer pelo Conselho da Europa quer pela União Europeia.
A bandeira aparece na face de todas as notas de euro e as estrelas em todas as moedas de euro.

Propostas rejeitadas
Proposta de bandeira com 12 estrelas sobre fundo azul claro.
Proposta de bandeira com 8 anéis.
Proposta de bandeira com 1 estrela sobre fundo azul claro.
Proposta de bandeira com 15 estrelas sobre fundo azul claro.
Bandeira do Movimento Europeu.
Bandeira original da União Internacional Paneuropeia.

### Adoção pelo Conselho da Europa

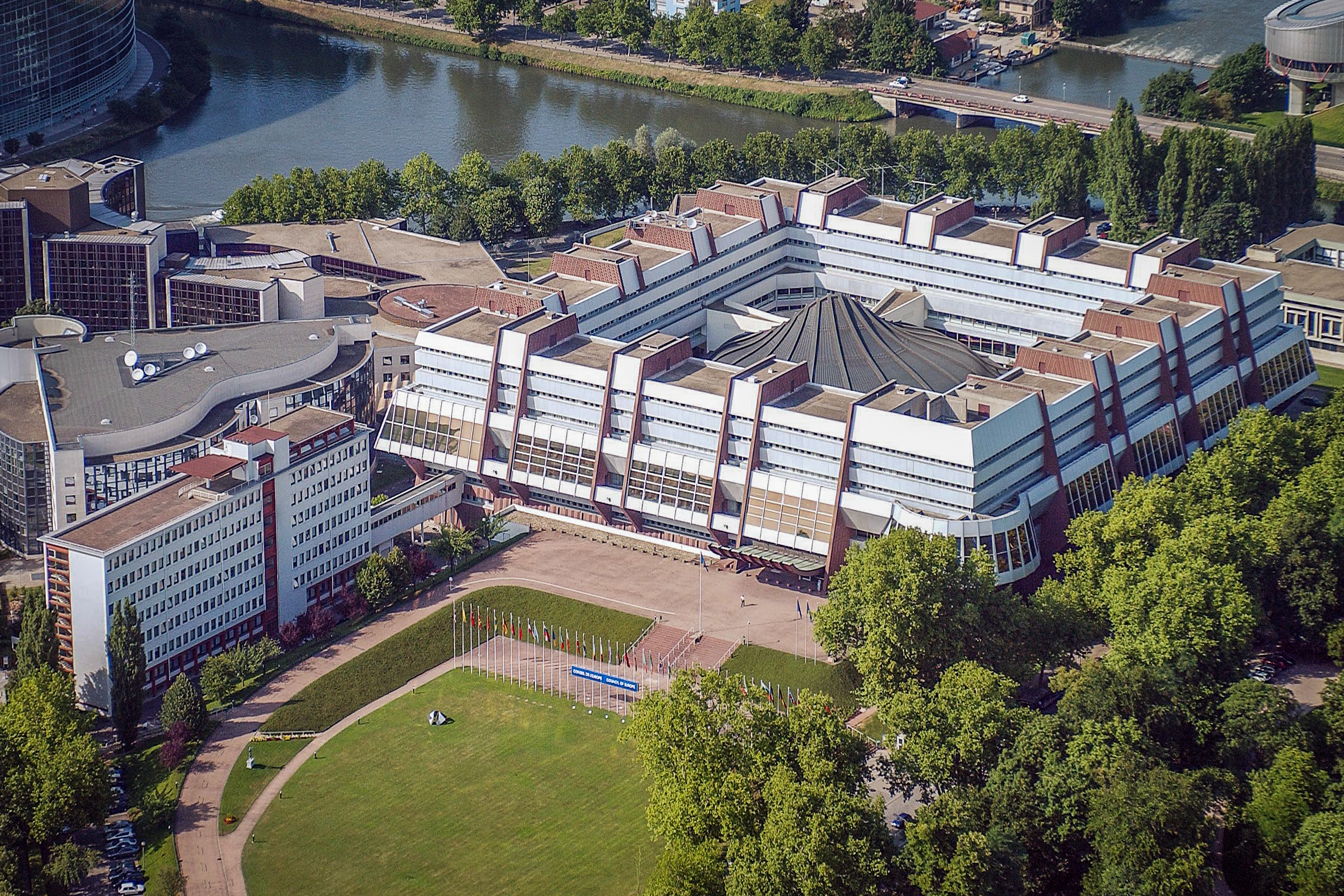
O Conselho da Europa foi a primeira instituição a adotar a bandeira europeia.

A 25 de outubro, a Assembleia parlamentar escolhe por unanimidade um emblema de azul com uma coroa de doze estrelas de ouro. O Comité dos Ministros do Conselho da Europa adota definitivamente esta proposição durante a reunião a 9 de dezembro de 1955 enquanto o texto com a adoção é assinado a 8 de dezembro de 1955.
O ministro irlandês dos Negócios Estrangeiros, Liam Cosgrave, então presidente do Comité dos ministros, inaugura solenemente a bandeira do Castelo de la Muette, em Passy, perante os outros quatorze outros ministros, a 13 de dezembro do mesmo ano.

### Adoção pelas instituições das Comunidades Europeias

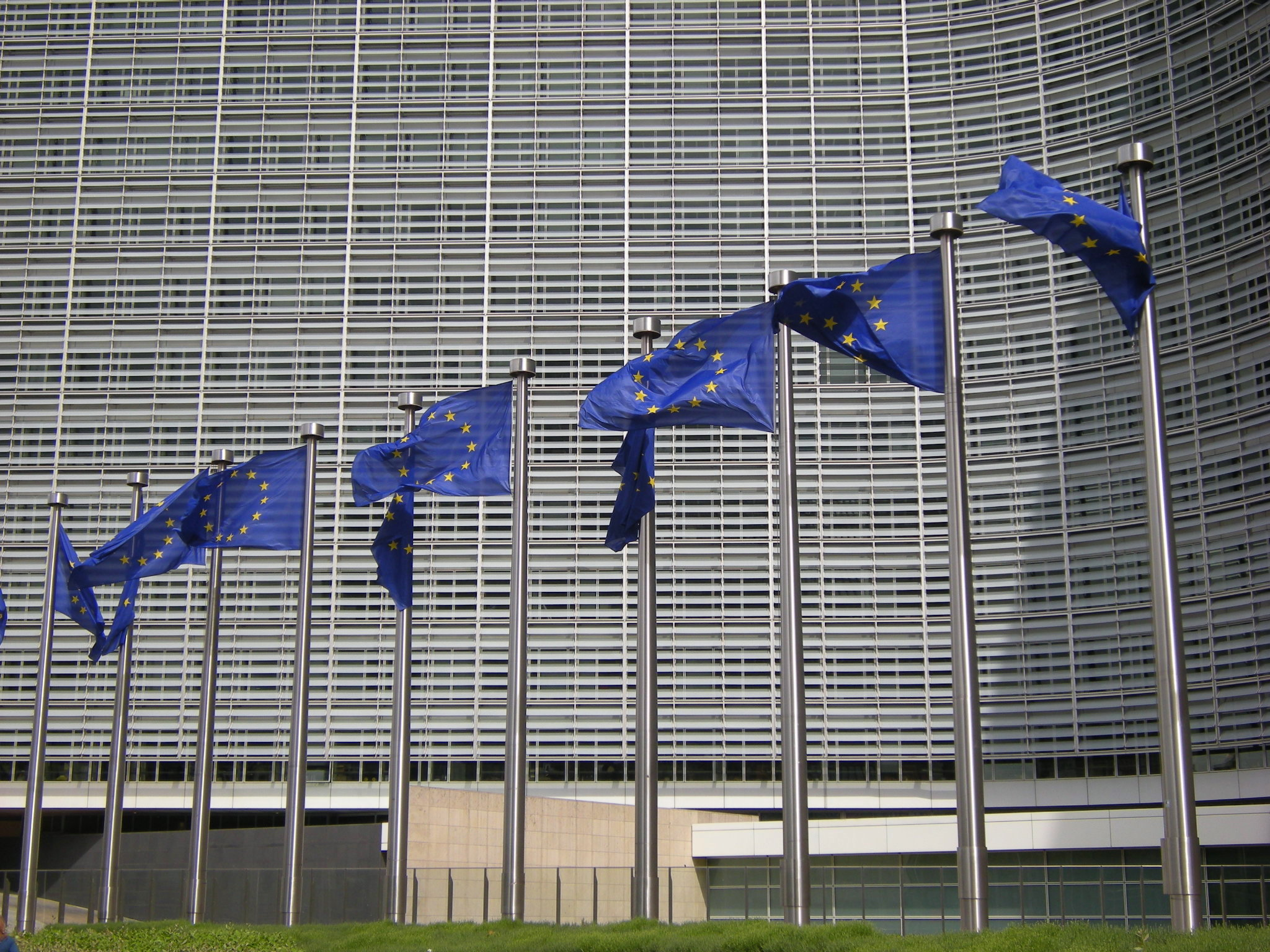
Bandeiras europeias na Comissão Europeia em Bruxelas.

O Conselho da Europa convida em seguida as outras instituições europeias a adotar a mesma bandeira.

Bandeira do Parlamento Europeu até 1983.

Em 1989, o Parlamento europeu, eleito em sufrágio universal direto em 1979, optou por este emblema por si mesmo numa resolução não restringido e propõem que se torne bandeira da Comunidade. Deve dizer-se que o Parlamento estava sentado, para as suas sessões ordinárias, num prédio alugado no Conselho da Europa em Estrasburgo que exibia essa mesma bandeira. Finalmente em junho de 1985, a bandeira do Conselho da Europa é adotado por todos os chefes de Estado e o governo das Comunidades, como emblema oficial das instituições europeias que nesta época tinha como nome de Comunidades europeias, para entrar em vigor a 1 de janeiro de 1986, data em que a Comunidade europeia comportava doze Estados-membros, com a entrada de Espanha e de Portugal. Desde o início do ano 1986, a bandeira serve de símbolo a todas as instituições europeias. Isto é cada vez mais utilizado pelos Estados-membros, adjacente ou associado às bandeiras nacionais (edifícios públicos, paradas). A bandeira europeia é o emblema único da Comissão europeia, o executivo da União Europeia.

### Conselho da Europa: uma bandeira e um logótipo distintos

Bandeira do Conselho da Europa desde 2009. Emblema próprio baseado na bandeira europeia.

Desde então, o Conselho da Europa adotou como logótipo e bandeira europeia modificada pela adjacente de um "e" prateado, em cursiva, para marcar a sua particularidade. Ao contrario da bandeira e do huno, que tornaram-se símbolos da União Europeia, este logo é um sinal distinto, próprio do Conselho da Europa.
A organização dotou-se deste logótipo na ocasião do seu 50.° aniversario, em maio de 1999. A sua presença foi aprovada por uma resolução do Comité de Ministros em 2000. A sua utilização está sujeita a autorização.

### Comunidades Europeias
Após a Expo 58 em Bruxelas, a bandeira europeia impôs-se e o Conselho da Europa fez pressão para que outras organizações europeias adotassem a bandeira em sinal de unidade europeia. O Parlamento Europeu tomou a iniciativa de pedir a adoção de uma bandeira para as Comunidades Europeias. Pouco tempo depois das eleições diretas de 1979, um projeto de resolução foi apresentado sobre a questão. A resolução propunha que a bandeira das Comunidades fosse a mesma que o Conselho da Europa e foi pelo Parlamento a 11 de abril de 1983.

A cimeira do Conselho Europeu de junho de 1984 em Fontainebleau sublinhou a importância de promover uma imagem e uma identidade europeias junto dos cidadãos e do mundo. No ano seguinte, durante a reunião em Milão, o Conselho Europeu de 28 e 29 de junho, aprova uma proposta da Comissão da Europa dos cidadãos (Comité Adonnino) a favor da bandeira e adota-a. Depois da autorização do Conselho da Europa, as Comunidades começaram a utilizar a partir de 1986, içando-a pela primeira vez à frente do edifício Berlaymont (sede da Comissão Europeia) a 29 de maio de 1986.

### O projeto da Constituição Europeia
Em 2004, a União Europeia baseava-se nos tratados constitutivos (Tratado de Paris, durante a existência da Comunidade Europeia do Carvão e do Aço, e os Tratados de Roma) e os tratados e atas que os modificam (Bruxelas, Ato Único Europeu, Masstricht, Amesterdão, Nice e os sucessivos Tratados de Adesão) que estabeleciam as suas normas de funcionamento e atuação.

Nesse ano, foi proposto um novo documento, a Constituição Europeia, o Tratado constitucional, cujo objetivo era substituir os ditos tratados e seria similar à Constituição de um país. O texto incorpora o Artigo I-8, sobre os símbolos da Uniãoː
| “ | Artigo I-8 Símbolos da União A bandeira da União é constituída por um círculo de doze estrelas douradas sobre fundo azul. O hino da União é extraído do «Hino à Alegria» da Nona Sinfonia de Ludwig van Beethoven. O lema da União é: «Unida na diversidade». A moeda da União é o euro. O Dia da Europa é comemorado a 9 de Maio em toda a União. | ” |

O tratado foi submetido a um referendo obtendo resultados distintos, enquanto em Espanha os eleitores aprovaram com uma baixa participação (44%), em França e Holanda houve uma alta participação (69 e 63%, respetivamente) sendo assim rejeitado, provocando uma crise institucional europeia bloqueando assim o projeto, que finalmente seria retomado três anos mais tarde com diversas alterações na forma de um tratado.

### Símbolos do Tratado de Lisboa
A Bélgica, a Bulgária, a Alemanha, a Grécia, a Espanha, a Itália, Chipre, a Lituânia, o Luxemburgo, a
Hungria, Malta, a Áustria, Portugal, a Roménia, a Eslovénia e a Eslováquia declaram que a bandeira
constituída por um círculo de doze estrelas douradas sobre fundo azul, o hino extraído do «Hino à
Alegria» da Nona Sinfonia de Ludwig van Beethoven, o lema «Unida na diversidade», o euro enquanto
moeda da União Europeia e o Dia da Europa em 9 de maio continuarão a ser, para eles, os símbolos
do vínculo comum dos cidadãos à União Europeia e dos laços que os ligam a esta.

Ata Final. Conferência dos representantes dos governos dos Estados-membros, 3 de dezembro de 2007.
Em 2007, o Tratado de Lisboa não continha nenhum artigo dedicado aos símbolos da União Europeia. O tratado manteve grande parte do conteúdo do tratado de 2004, mas omitiu os artigos que definiram os símbolos da Europa.
Após a sua aprovação, portanto; A bandeira, bem como o lema, o hino e o dia da Europa, não são juridicamente vinculativos para os países membros da União Europeia. Apesar disso, dezasseis estados declararam a sua fidelidade a estes símbolos no novo tratado numa declaração anexa, comprometendo-se a utilizá-los em eventos públicos.
Por sua vez, e em resposta à omissão dos símbolos no texto principal do tratado, o Parlamento Europeu tomou a iniciativa, utilizando-os em primeiro lugar, modificando os seus regulamentos internos para usar os símbolos com maior frequência. No caso do lema, este seria impresso em todos os documentos do Parlamento.

#### Cronologia da bandeira
| Ano  | Evento |
| ---- | --- |
| 1949 | Criação do Conselho da Europa na sequência da Segunda Guerra Mundial. |
| 1950 | Declaração Schuman que causa o nascimento da CECA. |
| 1955 | O Conselho da Europa adota a bandeira europeia como símbolo da unidade europeia. |
| 1957 | Criação da Comunidade Económica Europeia (CEE) através do Tratado de Roma: Alemanha, Bélgica, França, Itália, Luxemburgo e Países Baixos: "os Seis" |
| 1967 | Fusão das instituições da CEE, Euratom (1957) e da Comunidade Europeia do Carvão e do Aço (1951) para formar as Comunidades Europeias (CE). |
| 1973 | O Reino Unido junta-se à CE, com a Irlanda e a Dinamarca, enquanto que a Noruega decide não se juntar depois de um referendo negativo. 1º alargamento, os Seis tornam-se "os Nove". |
| 1981 | A Grécia junta-se aos Nove, criando "os Dez" |

Mapa dos 16 Estados-membros da UE que assinaram uma declaração adicional ao Tratado de Lisboa que apoia o uso de símbolos europeus:
ALE
BEL
BUL
GRE
ESP
ITA
CYP
LTU
LUX
HUN
MLT
AUT
PRT
ROU
SVK
FRA (2017)

| 1986 | Formação dos "Doze" com a entrada de Portugal e Espanha Por convite do Conselho da Europa, as Comunidades Europeias adotaram a bandeira da Europa. |
| 1992 | Tratado de Maastricht |
| 1993 | Ratificação do Tratado de Maastricht |
| 1995 | A Áustria, Finlândia e Suécia juntam-se aos Doze, criando "os Quinze" (a Noruega escolhe, pela segunda vez, não se juntar) |
| 2004 | Em 1 de maio, a adesão de Chipre, Estónia, Hungria, Letónia, Lituânia, Malta, Polónia, Eslováquia, Eslovénia e Chéquia tornando-se "os Vinte e cinco "- em 29 de outubro, o tratado que estabelece uma constituição para a Europa define a bandeira da União como um dos cinco símbolos da União. |
| 2007 | A menção da bandeira europeia é retirada do texto do Tratado de Lisboa que substitui o Tratado Constitucional. Mas no ato final do tratado (Declaração nº 52), 16 dos 28 estados membros afirmam o seu apego aos símbolos da União.                                                               |
| 2017 | A França junta-se aos 16 Estados que se comprometeram com a Declaração No. 52, tornando-se o último Estado fundador a reconhecer a bandeira e os outros símbolos da União Europeia, a nível nacional.                                                                                             |

## Significado vexilológico
O número de estrelas na bandeira está fixado em doze e não está relacionado com o número de Estados-membros da UE. Em 1953, o Conselho da Europa tinha 15 membros; foi proposto que uma bandeira futura tivesse uma estrela para cada membro, e que não se alteraria com a entrada de futuros membros. A Alemanha Ocidental discordou já que um dos membros era a área disputada de Saarland e que ter a sua própria estrela implicaria ser uma região soberana. Nesta mesma base, a França também discordou que fossem 14 estrelas já que isso implicaria a absorção de Saarland na Alemanha. Treze está tradicionalmente relacionado com o azar em várias culturas europeias, e com o facto de as primeiras bandeiras dos Estados Unidos da América terem esse número de estrelas. Doze foi o número escolhido, já que não tinha conotações políticas e era um símbolo de perfeição e de algo completo.

## Utilização

### União Europeia

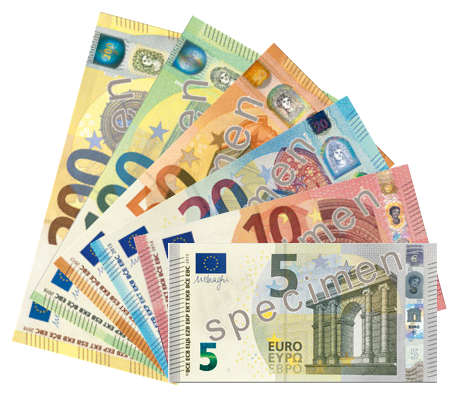
Todas as cédulas de euro mostram uma bandeira europeia na sua esquina superior esquerda.

As estrelas da Bandeira Europeia são destaque numa faixa azul na maioria das placas de identificação de veículos na União Europeia.

Medalhão da EUFOR, exibido no contexto das Operações militares da União Europeia

O Conselho da Europa, numa página da Internet arquivada em 2002, expressou a sua satisfação com a "crescente conscientização da bandeira europeia e do emblema entre os cidadãos europeus", declarando que com a adoção da bandeira pela União Europeia, tanto a Comissão Europeia como o Conselho da Europa são responsáveis por garantir que todas as utilizações deste símbolo respeitem a dignidade da bandeira e emblema europeus".
De acordo com o portal da UE, a bandeira deve ser usada para simbolizar "tanto a União Europeia como, mais amplamente, a identidade e unidade da Europa". Todas as instituições, órgãos e agências da UE têm o seu próprio logótipo ou emblema, embora geralmente inspirado pelo design e cores da bandeira. Como parte do uso da UE, a bandeira aparece nas notas de euro. As moedas de euro também exibem as doze estrelas da bandeira nos lados nacionais e comuns e a bandeira às vezes é usada como uma indicação da moeda ou da zona euro (um nome coletivo para os países que utilizam o euro). A bandeira aparece também em várias licenças de motorista e placas de matrícula de veículos emitidas na União.

### Protocolo
Símbolo oficial da União no cenário internacional, a bandeira da União Europeia com doze estrelas douradas num fundo azul adorna todas as cerimonias europeias, assim que os discursos feitos pelo presidente do Conselho Europeu. Da mesma forma, a uso requer a presença em todas as reuniões oficiais implicando um Estado-membro e proíbe a sua utilização para fins incompatíveis com os valores europeus. A observar que não é tolerada nenhuma utilização civil ou comercial, a menos que seja expressamente autorizado.
A bandeira geralmente é levada pelo governo do país que detém a presidência rotativa do Conselho de Ministros.
O desenho da bandeira europeia foi exibido na Torre Eiffel em Paris para celebrar a Presidência francesa do Conselho da UE no segundo semestre de 2008. Em 2009, o presidente checo Václav Klaus, um eurocético, se recusou a voar a bandeira de seu castelo. Em resposta, a Greenpeace projetou uma imagem da bandeira no castelo e tentou roubar a bandeira do próprio edifício.
Alguns membros também têm as suas próprias regras sobre o uso da bandeira ao lado da sua bandeira nacional em ocasiões domésticas, por exemplo, o uso obrigatório junto com bandeiras nacionais fora das esquadras da polícia ou edifícios do governo local. Por exemplo, de acordo com as leis italianas, é obrigatório que a maioria dos escritórios públicos e edifícios devem içar a bandeira europeia ao lado da bandeira nacional italiana (Lei 22/2000 e Decreto Presidencial 121/2000). Fora do uso oficial, a bandeira não pode ser usada para fins incompatíveis com os valores europeus.
Em uso nacional, o protocolo nacional geralmente exige que a bandeira nacional tenha precedência sobre a bandeira europeia (que geralmente é exibida à direita da bandeira nacional do ponto de vista do observador). Nas ocasiões em que a bandeira europeia está içada ao lado de todas as bandeiras nacionais (por exemplo, numa reunião do Conselho Europeu), as bandeiras nacionais estão listadas alfabeticamente (por nome no idioma principal desse estado) a cabeça ou o extremo direito da ordem das bandeiras.
A bandeira é também içada cada dia 9 de maio, e serve como um padrão para todas as operações militares realizadas pela União Europeia (como no Chade em 2008).

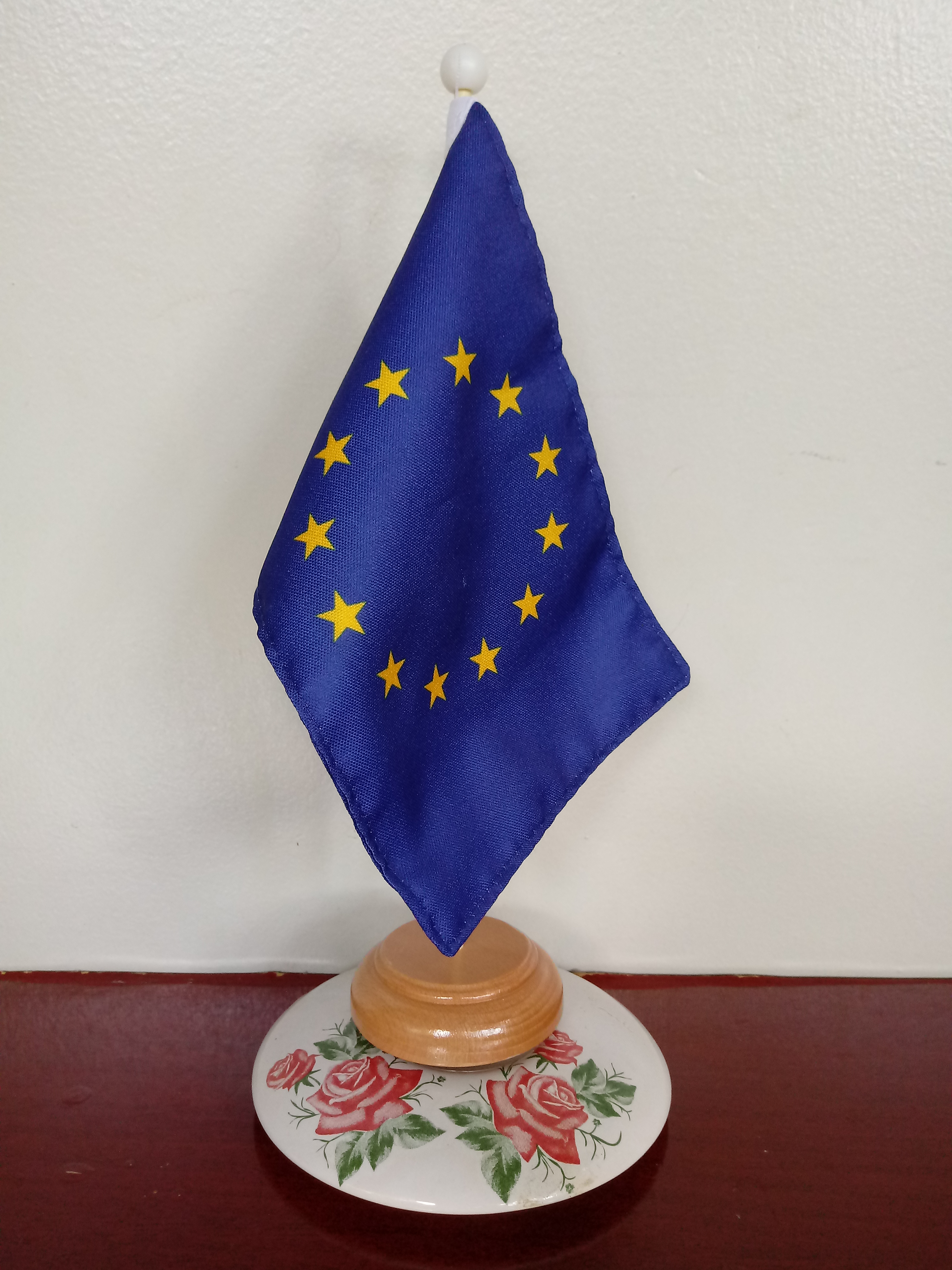
Em formato de mesa em base de aluzejaria

### Utilização militar e naval

Galhardete dos navios de inspeção de pesca da União Europeia

A bandeira europeia é utilizada em operações militares da União Europeia nalguns casos; em embargo, não é utilizada como pavilhão, nem civil, nem institucional, nem de guerra. Um membro do Parlamento Europeu apresentou uma proposta numa comissão temporal do Parlamento Europeu para os pavilhões civis das nações da UE pudessem ser substituídos pela bandeira europeia, mas esta proposta foi recusada pelo Parlamento em 2004, mas porém a bandeira europeia não se usa como pavilhão.
Mesmo não sendo um símbolo oficial, as equipas de inspeção de pesca da União Europeia levam um galhardete distintivo que os identifica, além de levarem o pavilhão nacional dos países sob cuja jurisdição está o barco. Este galhardete triangular, azul e amarelo, foi adotado a 20 de maio de 1978 durante a CEE.

### Utilização mais ampla
A bandeira europeia foi concebida com a intenção de representar a Europa no seu sentido mais amplo. Em particular, a bandeira foi convertida num símbolo do europeísmo fora da própria União Europeia, por exemplo, na Geórgia, que não pertence por enquanto à União mas onde a bandeira se encontra na maioria dos edifícios. desde a chegada ao poder de Mijaíl Saakashvili, que até a utilizou durante a sua tomada de posse dizendo: «a bandeira europeia é também a bandeira da Geórgia, assim enquanto encarar a nossa civilização, a nossa cultura, ou mesmo a essência da nossa historia e perspetiva, e a nossa visão para o futuro da Geórgia».
Também se utiliza o emblema a favor da democracia nos países como a Bielorrússia, onde é utilizada em manifestações junto à antiga bandeira proibida nacional e às bandeiras dos movimentos da oposição. A bandeira foi amplamente utilizada em 2007 numa "Marcha Europeia" em Minsque, em que os manifestantes se reuniram em apoio da democracia e da adesão à UE.
A bandeira também e usada no equipamento desportivo e como representação dos desportos onde uma equipa unificada representa a Europa, como ocorre em torneios como a Ryder Cup ou a Mosconi Cup.
As estrelas europeias são também utilizadas nas fronteiras dos países que fazem parte do Espaço Schengen. O nome do país está escrito no idioma oficial do país e com as estrelas europeias a rodear.

## Desenho

### Descrição
- Descrição simbólica: Sobre fundo azul-celeste, doze estrelas douradas definem um círculo, que representa a união dos povos da Europa. São em número invariável de doze, símbolo da perfeição e da plenitude.[43]
- Descrição heráldica: Sobre fundo azul-marinho, um círculo definido por doze estrelas douradas de cinco raios, cujas pontas não se tocam.[43]

### Especificações
- Desenho e proporções da bandeira: O emblema tem a forma de uma bandeira retangular de cor azul, cujo comprimento é uma vez e meia superior à altura.[43]
- Localização das estrelas: Doze estrelas douradas, colocadas a intervalos regulares, formam uma circunferência invisível, cujo centro é o ponto de intersecção das diagonais do retângulo. O raio da circunferência é igual a um terço da altura do retângulo.[43]
- Desenho e proporção de estrelas: Cada estrela tem cinco pontas, situadas numa circunferência invisível de raio igual a 1/18 da altura do retângulo.[43]
- Orientação das estrelas: Todas as estrelas estão ao alto, ou seja, com uma ponta na vertical e duas pontas numa reta perpendicular à haste. Na circunferência, as estrelas são dispostas na posição das horas no mostrador de um relógio. O seu número é invariável.[43]

Especificações técnicas

### Cores
As cores do emblema são as seguintes:
- Pantone Reflex Blue para a superfície do retângulo, Pantone Yellow para as estrelas.
- A gama internacional Pantone é fácil de encontrar e acessível, mesmo para não profissionais.

|          | PMS         | RGB   | RGB  | RGB   | Hexadecimal | CMYK    | CMYK    | CMYK  | CMYK |
| vermelho | PMS         | verde | azul | ciano | Hexadecimal | magenta | amarelo | preto |      |
| Azul     | Reflex blue | 0     | 51   | 153   | 003399      | 100%    | 91%     | 6%    | 1%   |
| Ouro     | Yellow      | 255   | 204  | 0     | FFCC00      | 1%      | 19%     | 100%  | 0%   |

#### Representação em monocromo
Duas versões padrão da bandeira foram estabelecidas para uso quando apenas uma cor está disponível, geralmente na documentação impressa. No caso em que a única cor disponível for a preta, a superfície do retângulo deve ser delimitada com uma borda preta e as estrelas serão pretas num fundo branco. Se apenas o azul estiver disponível, o que necessariamente deve ser Reflex Blue, da mesma cor que a bandeira usual, será usado como um fundo colorido e as estrelas serão reproduzidas em branco.

Bandeira oficial.
Bandeira num monocromo azul.
Bandeira num monocromo negro, com borda negra.

#### Representação sobre fundo de cor
O emblema deve ser reproduzido, de preferência, sobre um fundo branco. Devem ser evitados fundos de várias cores, mas, sobretudo, fundos que não liguem com o azul. Se não houver alternativa, deve ser feita uma margem branca à volta do retângulo, com uma espessura igual a 1/25 da altura do retângulo.

### Erros frequentes
Os erros mais frequentes ao representar a bandeira da União Europeia geralmente consistem na adição de um maior número de estrelas ao conjunto, devido à falsa crença de que cada estrela representa um Estado. Essa crença se deve à influência da bandeira dos Estados Unidos, na qual o número de estrelas representa os estados federais do país. Apesar disso, com os recentes alargamentos e o crescente número de Estados pertencentes à UE (atualmente a União Europeia é constituída por 27 países), é um erro que gradualmente está em desuso.

Outra das falhas cometidas é colocar um número correto de estrelas, no local certo, mas orientado de forma errada. As estrelas terão que desenhar uma perpendicular em relação à base com a sua ponta superior, não podendo ter, sob qualquer conceito, diferentes orientações. Por conseguinte, é errado representar as estrelas para que elas rotem dependendo da sua posição na circunferência.

Bandeira correta.
Bandeira incorreta. O emblema está invertido.
Bandeira incorreta. Má orientação das estrelas.
Bandeira incorreta. Má colocação das estrelas no círculo: as estrelas  devem estar dispostas como as horas no mostrador de um relógio.

### Número de estrelas

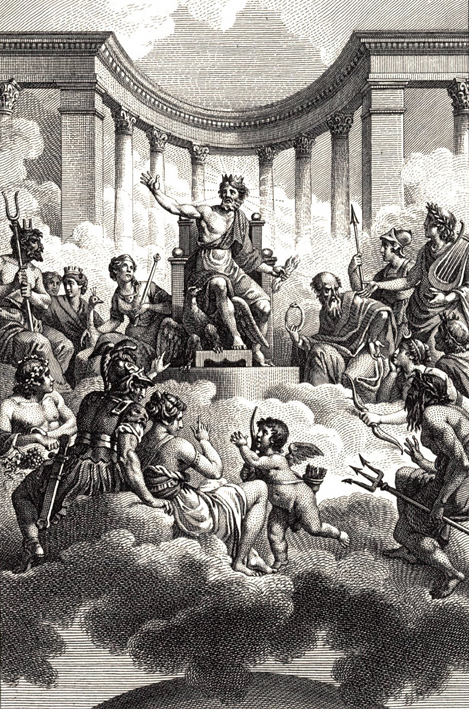
Os Doze Deuses Olímpicos de Nicolas-André Monsiau, no fim do século XVIII.

O número de estrelas na bandeira foi fixado em doze, e não está relacionado com o número de Estados-membros da UE.

Em 1953, o Conselho da Europa tinha 15 membros e foi proposto que a futura bandeira deveria ter uma estrela para cada membro e que, a partir daí, não mudaria dependendo dos futuros membros. No entanto, a República Federal da Alemanha se opôs a tal coisa, uma vez que um dos Estados membros, Sarre, era uma área disputada e ter a sua própria estrela implicaria a soberania da região. Finalmente, o número "doze" foi aprovado como símbolo da perfeição, integridade e unidade:
| “ | "O Conselho da Europa será representado neste símbolo sob a forma de um círculo fechado de estrelas. Essas estrelas não representam nem países, nem estados, nem raças. O seu número será invariável: doze é o símbolo da perfeição e da realização, como a união dos povos deve ser". | ” |

As doze também estão presentes noutros contextos:
| - Doze estrelas na coroa da Virgem Maria - Doze horas do relógio - Doze meses do ano - Doze signos do Zodíaco (♈,♉,♊,♋,♌,♍,♎,♏,♐,♑,♒,♓) - Doze apóstolos - Doze filhos de Jacob - Doze tribos israelenses - Doze profetas bíblicos menores - Doze onças em uma libra de acordo com o sistema de peso - Doze dias de Natal | - Doze meios-tons numa oitava (música ocidental) - Doze imperadores de acordo com os anais de Suetónio - Doze deuses olímpicos - Doze filhos de Odin - Doze trabalhos de Hércules - Doze mesas de acordo com o direito romano - Doze tons de acordo com a roda de cores (arte ocidental) |

## Desenhos derivados
A bandeira da Bósnia e Herzegovina não tem um relacionamento tão forte como a bandeira da UEO, mas foi inspirada em parte pela participação europeia na Bósnia e Herzegovina e as aspirações desse estado. A bandeira usa as mesmas cores azul e amarela e também estrelas como uma referência direta aos elementos da bandeira europeia, embora de um número e cor diferentes.

Da mesma forma, o Cosovo usa as cores azul e amarela na sua bandeira, bem como estrelas em referência à bandeira europeia, simbolizando as suas ambições europeias; isto é, pertencente à União Europeia. O Kosovo, como a Bósnia e Herzegovina, têm uma forte participação da União Europeia nos seus assuntos, uma vez que a União Europeia assume o papel de supervisor após a sua declaração de independência em 2008.

Bandeira da Bósnia e Herzegovina.
Bandeira do Cosovo.

### Bandeira da União Europeia Ocidental
A bandeira da União da Europa Ocidental (WEU), que usava as mesmas cores e também as estrelas, mas com uma série de estrelas com base no número de membros desta organização. Incluiu também as iniciais da União da Europa Ocidental em duas línguas.

A bandeira é azul escura com um semi-círculo de dez estrelas amarelas de cinco pontas quebrado na parte superior com as letras em branco; WEU na horizontal e UEO na vertical, partilhando o E no meio. WEU é a abreviação em inglês do nome da União, e UEO a abreviatura em francês. A cor azul da bandeira deriva da Bandeira da União Europeia, no entanto, o número de estrelas é de dez, por ser esse o número de membros da UEO.

Bandeira da Assembleia da União Europeia Ocidental
Reconstrução da versão raramente utilizada de 1949.
O desenho utilizado até 1993 com nove estrelas.
Bandeira da União Europeia Ocidental de 1993 a 2011.

## Controvérsias

### Possível interpretação religiosa

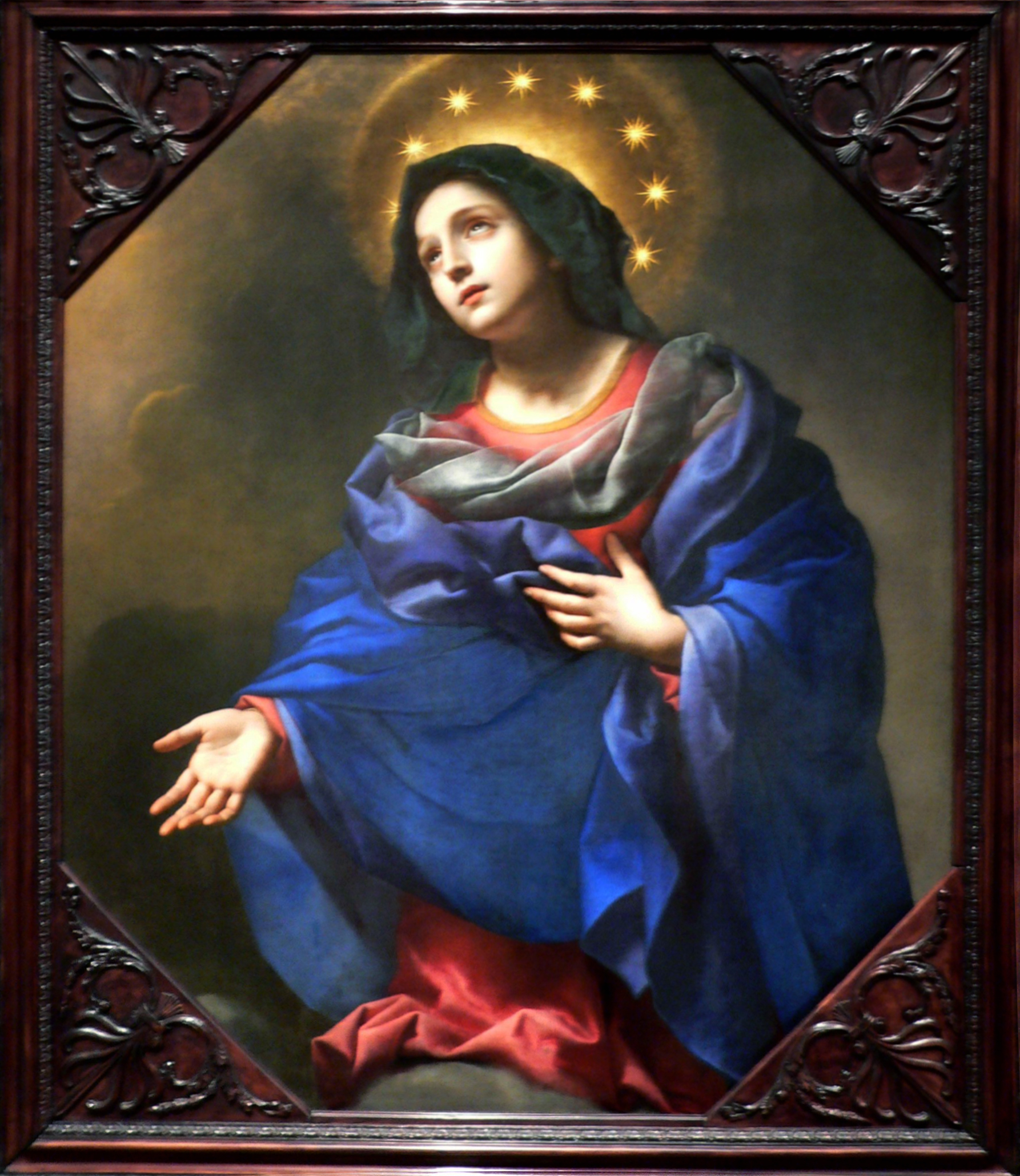
As estrelas a rodearem a coroa da Virgem Maria.

A bandeira foi apresentada pelo Presidente do Conselho da Europa Liam Cosgrave em 13 de dezembro de 1955 sob o lema de que "esta bandeira não representa nem países, nem estados, nem raças" e que nem as estrelas nem o fundo azul são propriamente símbolos religiosos, embora haja pessoas que defendem a presença de um simbolismo católico nela.
Isto se deve a que o próprio autor do desenho, Arsène Heitz, tem declarado em 2004 na revista Lourdes Magazine ter-se inspirado na leitura da passagem bíblica do Livro do Apocalipse que diz: "Apareceu em seguida um grande sinal no céu: uma Mulher revestida do sol, a lua debaixo dos seus pés e na cabeça uma coroa de doze estrelas". (Apocalipse, capítulo 12, versículo 1).
Esta simbologia de uma coroa de doze estrelas se encontra, não raro, em representações de arte sacra referentes à Maria, mãe de Jesus, além do fato que a bandeira foi aprovada num dia 8 de dezembro, dia estabelecido pela Igreja como o dia da Imaculada Conceição (Ainda que tenha sido apresentada à imprensa três dias depois) e que posteriormente o Conselho da Europa inaugurou um vitral para a catedral de Estrasburgo em que aparecem as doze estrelas do emblema europeu. Paul Lévy, que havia ajudado no desenho da bandeira afirmou que não havia nenhuma intenção religiosa ao escolher o círculo de doze estrelas.